# Philip Jones Griffiths

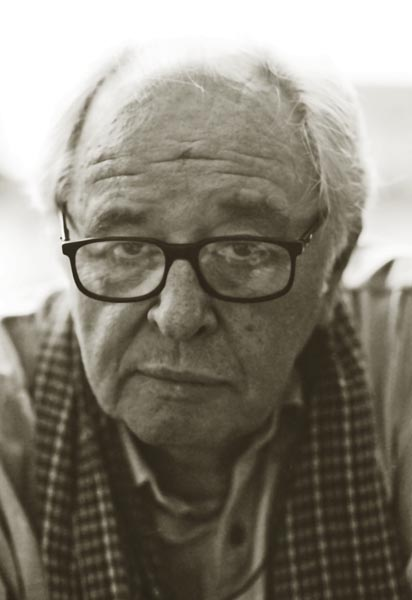
Philip Jones Griffiths im Herbst 2000 auf Bali

Philip Jones Griffiths (* 18. Februar 1936 in Rhuddlan; † 18. März 2008 in London) war ein britischer Fotojournalist, der insbesondere für seine Berichterstattung aus dem Vietnamkrieg bekannt wurde. Er war Teil der Agentur Magnum.

## Leben und Werk
Griffiths studierte zunächst Pharmazie und arbeitete nebenberuflich für den Guardian. 1961 fing er als freiberuflicher Fotograf beim Observer an und berichtete aus Algerien, Zentralafrika und Asien. Von 1966 bis 1971 war er in Vietnam. Im Gegensatz zu den meisten Fotoreportern, die immer nur zu kurzen Einsätzen nach Vietnam gingen, blieb Griffiths über einen langen Zeitraum dort. Wirtschaftlich war sein Vorhaben aber so erfolglos, dass er laut Zeitungsberichten oft vor der Wahl stand, sich Filmmaterial oder etwas zu essen zu kaufen. Seine Arbeit belastete ihn in dieser Zeit psychisch stark. Griffiths konnte seine Fotos kaum verkaufen, da sie den westlichen Bildredakteuren zu grauenvoll waren.
1966 wurde er assoziiertes Mitglied bei der Fotografenagentur Magnum Photos und 1971 Vollmitglied.
Für seine Fotoreportagen bereiste Griffiths über 120 Länder und berichtete über so unterschiedliche Themen wie Buddhismus in Kambodscha, Armut in Texas und die Auswirkungen des Golfkriegs in Kuwait.

„Seit Goya hat niemand mehr den Krieg derart portraitiert wie Philip Jones Griffiths.“

„Ich sage Ihnen, es gibt einige Leute, die ich nicht mehr in meinem Land haben will, und Mr. Griffiths’ Name ist auf dieser Liste ganz oben.“

„Ich wollte die Wahrheit des Krieges bloßlegen.“

## Publikationen (Auswahl)
- Vietnam Inc., 1971
- Great Journeys, 1992
- Dark Odyssey, 1996

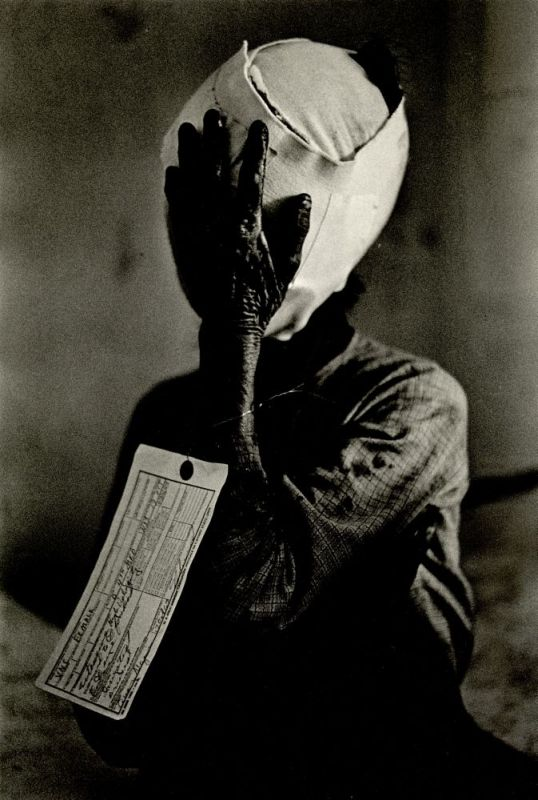
Foto einer als vietnamesische Zivilistin (VNC, Vietnamese civilian) bezeichneten Frau, etwa 1967

- Agent Orange: Colleteral Damage in Vietnam, 2003
- Vietnam at Peace, 2005
- Recollections: Philip Jones Griffiths, 2008